# Joe Strawder
Joe Tom Strawder (Belle Glade, 21 settembre 1940 – 24 agosto 2005) è stato un cestista statunitense, professionista nella NBA.

## Carriera
Venne selezionato dai Boston Celtics al quarto giro del Draft NBA 1964 (34ª scelta assoluta).

## Palmarès
- Campione NIT (1964)